# شهرستان قارماقچی
شهرستان قارماقچی (به قزاقی: Қармақшы ауданы، قارماقشى اۋدانى) یک شهرستان در قزاقستان است که در استان قزل‌اوردا واقع شده‌است. شهرستان قارماقچی ۵۲٬۶۹۹ نفر جمعیت دارد.

## وجه تسمیه
در زبان قزاقی، واژهٔ‌ «قارماق» به معنی چوب ماهیگیری، بعلاوهٔ پسوند «ـچی» می‌باشد. نام این شهرستان، واژهٔ «قارماقچی»، به معنی ماهیگیر می باشد.